# تولید نیم‌هارمونیک

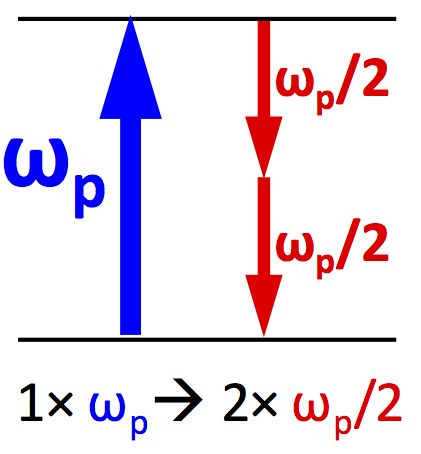
طرح تراز انرژی فرایند تولید نیم‌هارمونیک

تولید نیم‌هارمونیک (به انگلیسی: Half-harmonic generation) (که دوبرابرسازی طول‌موج (به انگلیسی: wavelength doubling) یا نصف‌سازی فرکانس (به انگلیسی: frequency halving) نیز نامیده می‌شود) یک فرایند نوری غیرخطی است که در آن فوتون‌ها «شکافته» می‌شوند تا جفت فوتون‌های جدید با نصف انرژی، بنابراین نصف فرکانس و دو برابر طول‌موج فوتون‌های اولیه تولید کنند. فرایند تولید نیم‌هارمونیک، معکوس تولید هارمونیک دوم است و می‌تواند در نوسانگرهای پارامتری نوری در حالت تبهگنی رخ دهد و یک فرایند تبدیل‌پایین‌رونده قفل‌شده با فاز و فرکانس است.
در رژیم موج-پیوسته، تولید نیم‌هارمونیک پایدار در یک نوسانگر پارامتری نوری به صورت تجربی در سال ۱۹۹۰ نشان داده شد، و در رژیم فمتوثانیه، در سال ۲۰۱۲ به صورت تجربی نشان داده شد. تولید نیم‌هارمونیک به عنوان یک فرایند تبدیل‌پایین‌رونده قفل‌شدهٔ فاز و فرکانس برای تولید شانه‌های فرکانسی فروسرخ‌میانی با استفاده از شانه‌های فرکانسی فروسرخ‌نزدیک استفاده می‌شود و بازدهی تبدیل حدود ۶۴٪ به صورت تجربی نشان داده شده است.
تولید نیم‌هارمونیک همچنین می‌تواند منجر به تولید حالت‌های کوانتومی مختلف نور شود، برای مثال، در زیر آستانه نوسان می‌تواند منجر به تولید خلاء فشرده شود، و در اطراف آستانه می‌تواند به‌طور بالقوه حالت‌های گربه ایجاد کند.